# Stillingsön
Stillingsön är en mindre ort på Orust.
Stillingsön är ett äldre sommarhusområde som ligger i Myckleby socken, vid sundet mellan Orust och fastlandet. Området har en historia som badort med pensionat, badhus och societetssalong. Badorten började etableras 1865, då markägaren köpte och flyttade dit Myckleby före detta prästgård. Pensionatet byggdes 1868. Ett flertal villor har sedan dess tillkommit. Nästan alla är enhetligt målade i vitt med detaljer i ockragult. 
Som namnet säger var Stillingsön ursprungligen en ö. Den skildes från Orust av ett smalt sund, som sedan några sekler är torrlagt. Utanför Stillingsön ligger den lilla ön Stillingsö holme.

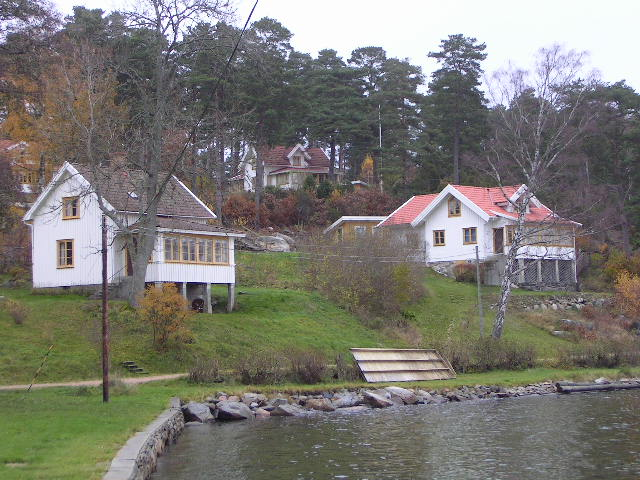
Några av de mindre husen på Stillingsön.

En poststation flyttades till Stillingsön från Myckleby 1879 och namnändrades 1884 till Stillingsön. Den lades ner 1968 och området överfördes då i postalt hänseende till Svanesund, men sedan 1995 är Stillingsön åter en egen postort, som omfattar hela den östra delen av Myckleby socken samt en liten del av Långelanda socken. I dessa kustnära trakter finns många fritidshus. 
Vid Stillingsön finns fritidsmarknad och bensinstation. ICA-butiken är stängd sedan 2025.